# 한국뉴욕주립대학교

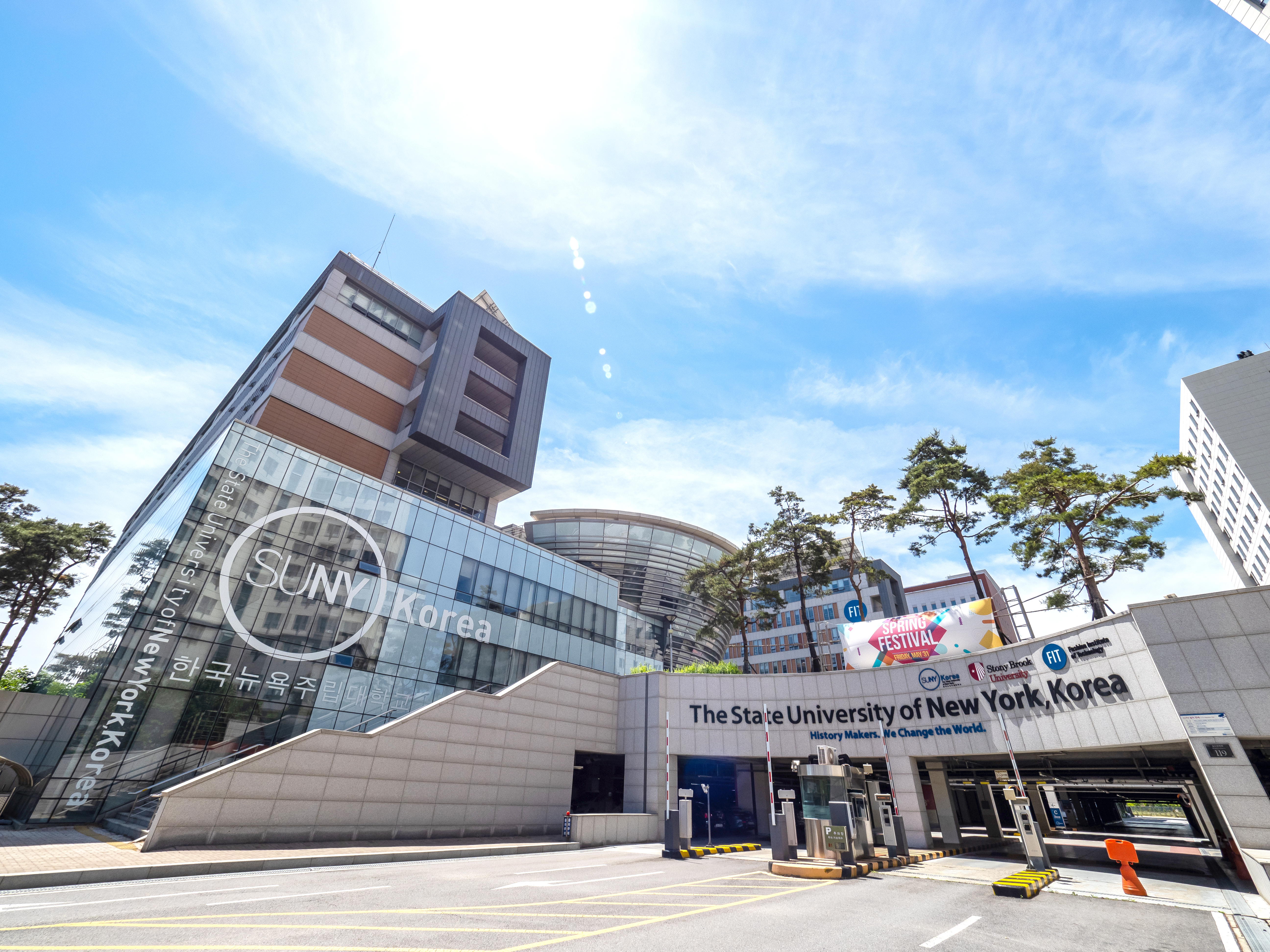
한국뉴욕주립대학교 캠퍼스 전경

한국뉴욕주립대학교(SUNY Korea, State University of New York (SUNY) – Korea)는 대한민국 인천광역시 연수구 송도국제도시 경제자유구역에 있는 뉴욕주립대학교 시스템이다. 2012년 대한민국에 뉴욕주립대학교 시스템 1위 명문 대학교인 스토니브룩 대학교가 최초로 개교하고 2017년 전세계 최고 패션 대학교 FIT가 개교하여 국내 최대 규모의 외국 고등교육기관으로 성장했다. 뉴욕주립대학(SUNY)의 STEAM(Science, Technology, Engineering, Arts and Mathematics) 분야 최고 수준의 학과들을 선별하여 제4차 산업혁명 시대에 걸맞은 교육을 제공할 뿐 아니라, 9.3대 1의 학생-교수 비율로 뛰어난 교수진과 긴밀히 소통하며 연구 등 다양한 기회를 누릴 수 있다. 미국 뉴욕캠퍼스에서 직접 입학 및 졸업사정을 담당하는 것이 특징이다.

## 위치
한국뉴욕주립대학교는 인천경제자유구역(Incheon Free Economic Zone Authority, IFEZA)으로 지정된 대한민국 인천광역시 송도국제도시에 위치하고 있다.

## 역사
2010년 12월 10일 뉴욕주립대학교 스토니브룩이 신청한 한국캠퍼스 설립(안)에 대해 교육과학기술부는 「외국교육기관 설립심사위원회(위원장 : 서울대 이종재 명예교수)」 를 통해 서류 및 면담심사를 거쳐 교사, 교지, 교원 등 주요 심사항목을 면밀히 검토했다. 이어 뉴욕주립대 스토니브룩 본교와 뉴욕주립대 본부에 대한 현지실사를 통해 본교 총장들로부터 한국캠퍼스 설립 및 운영에 관한 높은 관심과 지원 약속을 확인한 이후 경제자유구역위원회(위원장: 지식경제부장관) 심의를 거쳐 최종 승인을 받았다. 이에 따라 2012년 3월 19일 인천글로벌캠퍼스에 미국 뉴욕주립대학교(SUNY) 산하의 스토니브룩 대학교(SBU)가 컴퓨터과학과(Department of Computer Science)와 기술경영학과(Department of Technology and Society) 2개 전공의 석·박사과정으로 개교했다. 이어 2017년 10월 19일 패션기술대학교(FIT)가 문을 열었다.
- 2007.10.12 : 뉴욕주립대학교와 IFEZA 인천경제자유구역 협정 체결
- 2010.03.12 : 한국뉴욕주립대학교 설립의 뉴욕주립대학교 본교 승인
- 2011.07.13 : 한국뉴욕주립대학교 설립의 교육부 인가
- 2011.09.02 : 제1대 김춘호 총장 취임
- 2012.03.19 : 한국뉴욕주립대학교 개교 기념식
- 2013.03.12 : 제1회 학부 입학식
- 2013.06.29 : 제1회 대학원 입학식
- 2015.02.09 : FIT와 IFEZ 업무협약서 서명식
- 2017.01.13 : 제1회 학부과정 졸업식 (2016년 가은 졸업식)
- 2017.03.03 : 한국뉴욕주립대학교 패션기술대학교 승인
- 2017.08.25 : 제1회 한국뉴욕주립대학교 SBU FIT 공동 입학식 (2017 가을 입학식)
- 2017.10.19 : 한국뉴욕주립대학교 패션기술대학교 개원식
- 2019.06.20 : 제1회 한국뉴욕주립대학교 SBU FIT 공동 졸업식 (2019년 봄 졸업식)
- 2020.01.01 : 제2대 한국뉴욕주립대학교 총장 민원기 박사 취임
- 2022.01.01 : 제3대 한국뉴욕주립대학교 총장 이희웅 박사 취임
- 2022.06.17 : 한국뉴욕주립대학교 개교 10주년

## 입학
입시는 국내 대학과 별도로 진행되기 때문에 국내 대학의 "수시지원 6회 및 정시모집 3회 지원 횟수 제한" 규정을 적용받지 않는다. 입학에 관한 최종 권한과 결정을 내리는 곳은 미국 홈캠퍼스이다.
입학사정에서 한국의 대학수학능력시험은 선택 서류로 분류되며 학생들이 제출하길 원할 경우 참고자료로 사용된다. 입학사정에서 별도의 자체 시험은 없고, 고등학교 내신 성적과, TOEFL, ITELTS 등의 공인영어성적이 요구된다. 공인영어성적을 내지 않고 내신성적으로만 입학이 될 경우 최소 한 학기에서 1년 간 영어집중코스를 들어야한다. 신입생들은 오리엔테이션 기간 중 영어/수학에 대한 Placement Test(배치고사)를 치루게 된다.
입학사정에 필요한 필수 서류는 자기소개서와 추천서, 고등학교 성적증명서, 공인영어성적 등이 필요하며 선택사항으로는 에세이가 있다. 입시정책은 변동사항이 있으므로 자격요건이나 제출서류 등은 입학팀에 반드시 사전에 확인해야 한다. 심사 기간은 총 4~6주 정도 소요되며 이메일을 통해 개별적으로 통보된다.

## 학과 및 개설과목

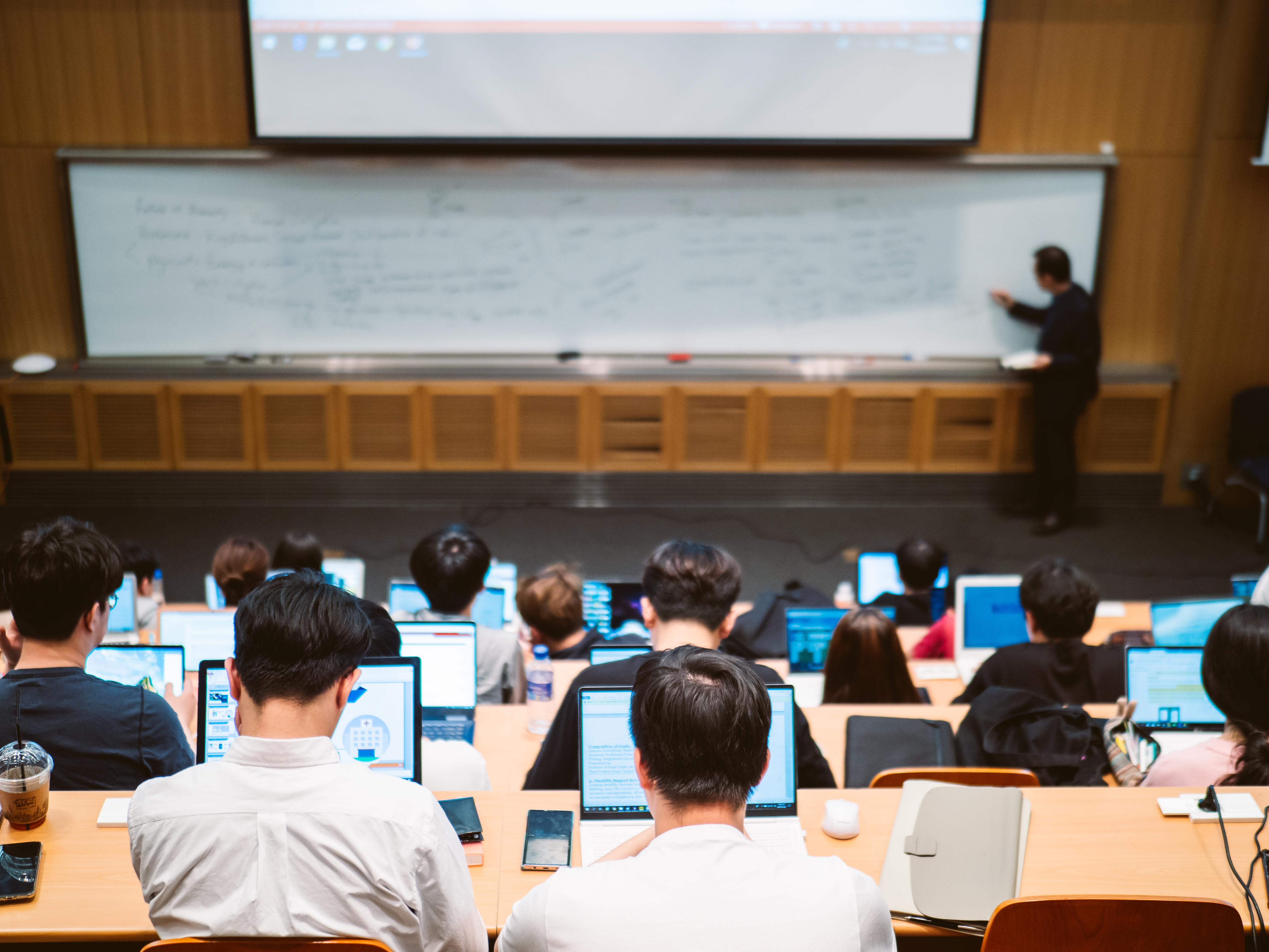
한국뉴욕주립대학교 강의실

모든 교육과정은 영어로 제공되며 미국 SBU 및 FIT와 동일한 학위가 수여된다. 미국 캠퍼스와 동일한 커리큘럼이 제공되며, 동일한 기준을 통과해야 졸업이 가능하다. 교수진은 미국 홈캠퍼스에서 파견되거나 홈캠퍼스의 승인을 받아 임용한다.
SBU (스토니브룩)와 FIT의 개설 학과는 다음과 같다.
| 분류             | 학과                                                 |
| ---------------- | ---------------------------------------------------- |
| SBU (스토니브룩) | 경영학과 (Business Management)                       |
| SBU (스토니브룩) | 컴퓨터과학과 (Computer Science)                      |
| SBU (스토니브룩) | 기계공학과 (Mechanical Engineering)                  |
| SBU (스토니브룩) | 응용수학통계학과 (Applied Mathematics & Statistics)  |
| SBU (스토니브룩) | 전자정보공학과 (Electrical and Computer Engineering) |
| SBU (스토니브룩) | 기술경영학과 (Technology & Society)                  |
| FIT              | 패션경영학과 (Fashion Business Management)           |
| FIT              | 패션디자인학과 (Fashion Design)                      |

## 캠퍼스 및 주변환경

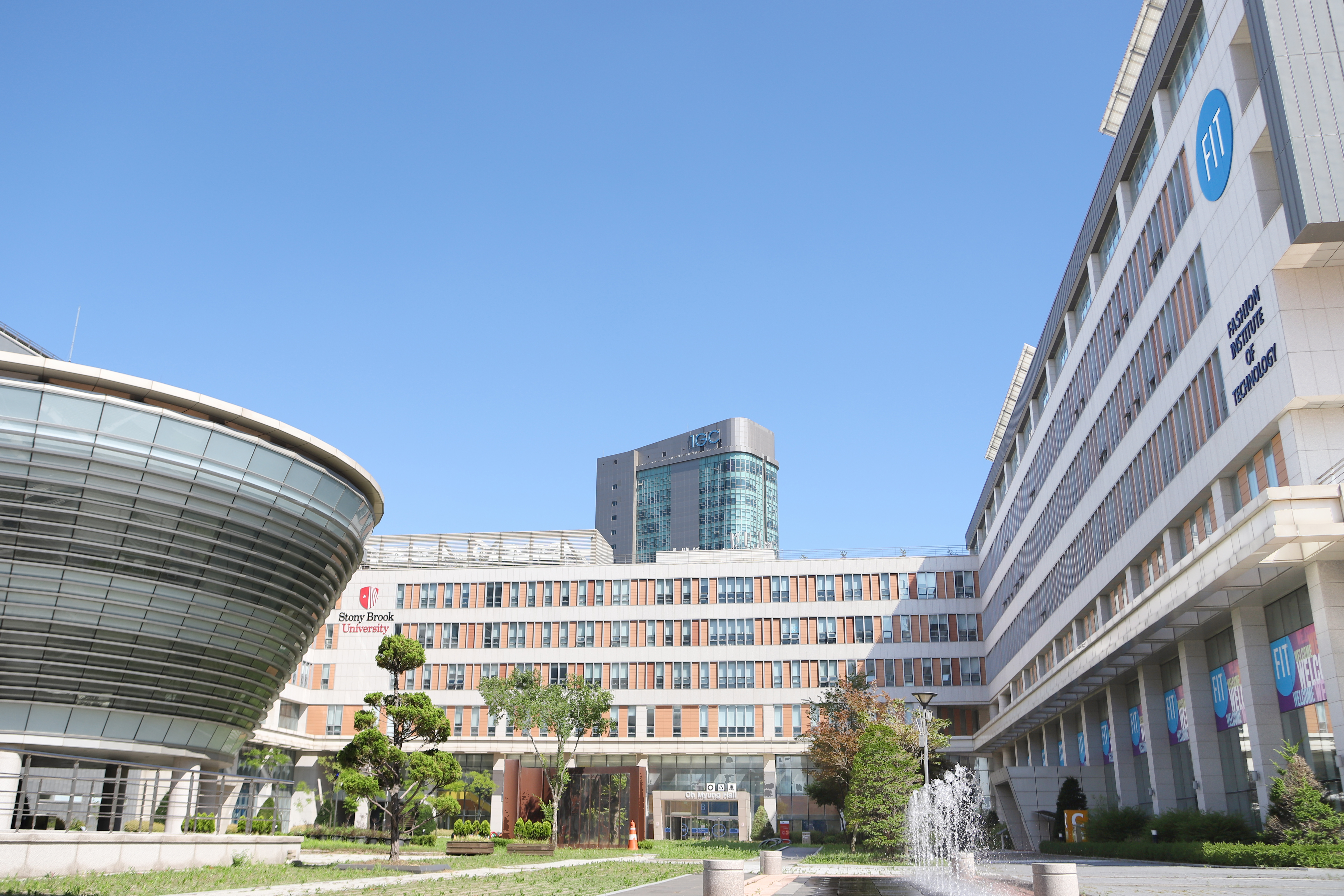
한국뉴욕주립대학교 쿼드

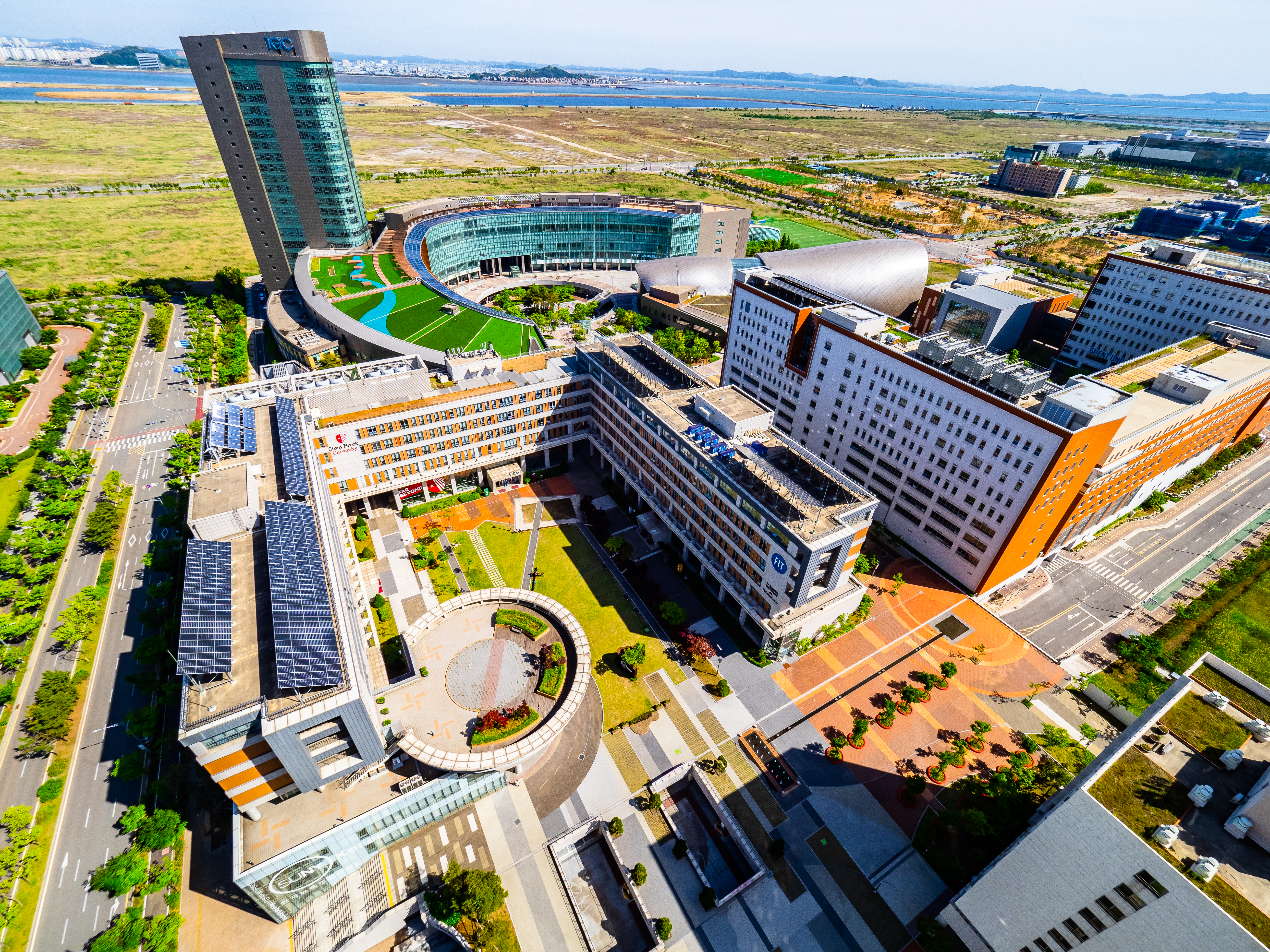
인천글로벌캠퍼스 전경

건물개수가 적어서 작아보일 수 있는데 부지면적만 놓고 보자면 인근의 인천대랑 큰 차이가 나지 않는다. 단 주의할 점은 인천글로벌캠퍼스 부지를 한국뉴욕주립대학교만 쓰는게 아니다. 일종의 공동캠퍼스 개념이라고 보면된다. 시설은 국내대학과는 비교하기 힘들정도로 우수하다.
학생 전원이 기숙사 생활(1인실 또는 2인실 택일)이 가능할 정도로 큰 28층 규모의 기숙사 두동, 11층 높이의 기숙사 한동이 있다. 또한 학교 내에 큰 수영장이 있다.
학교 인근에는 송도 트리플스트리트 쇼핑몰이 있다. 각종 점포와 식당가, 메가박스가 있어서 쇼핑하기도 좋다. 트리플스트리트 바로 맞은편에는 현대 아울렛 송도점이 있다.

## 기타
한국뉴욕주립대학교의 개념을 이해하기 위해서는 뉴욕 주립대학교 시스템(SUNY)에 대한 이해가 필요하다. 각 캠퍼스들은 한국처럼 지방 캠퍼스가 아닌 독립적인 대학이며 입시정책과 등록금이 제각각이다. SUNY 시스템은 뉴욕주에 위치한 주립 고등교육기관을 운영하는 최종적인 시스템이고, 소속 학교들은 University부터 Technology colleges, Community colleges까지 포괄하고 있으며 각자의 학교들은 독자적인 운영을 하는 개별 대학교이다. 특히 SUNY의 가장 중추적인 대학은 University Centers로 불리는 4개의 종합대학교인 SUNY Buffalo, Binghamton, Stony Brook, Albany로 SUNY라 불리지만 운영은 독자적으로 이뤄진다. 쉽게 설명하자면 캘리포니아 대학교(University of California) 계열을 생각하면 된다. 세계적인 명문이라 불리는 UC 버클리와 UCLA는 같은 UC계열이라고 하지만 서로 다른 대학 취급을 한다.
2023년, 뉴욕주지사가 NYU가 아닌 SUNY Stony Brook을 플래그십 대학교로 선정하면서 공식적으로 뉴욕주의 대표 플래그십 대학교가 되어 뉴욕주의 엄청난 재정지원을 받게되었다. Stony Brook의 전반적인 랭킹은 꾸준히 상승세이며, NYU를 포기하고 Stony Brook에 진학하는 미국 현지 학생들이 늘고있다.
한국뉴욕주립대학교는 분교가 아니라 미국 홈캠퍼스가 동일 과정을 직접 운영하고 관리하는 '확장 캠퍼스'이다. 즉 미국 홈캠퍼스인 SBU는 4개의 캠퍼스(Stony Brook캠퍼스, South Hampton캠퍼스, Manhattan캠퍼스, Korea캠퍼스)를 직접 운영/관리한다. 따라서 한국뉴욕주립대학교의 학위와 관련된 모든 입학, 커리큘럼, 성적 및 학사 관리, 졸업 등이 미국 홈캠퍼스에 의해 직접 운영되고, 졸업 및 성적 증명서도 미국 홈캠퍼스에서 직접 발급 받는다. 그래서 한국뉴욕주립대학교는 자체적으로 발급하는 졸업장/학위기 또는 성적표가 없다는게 특징이다. 한국뉴욕주립대학교에서 공부하고 졸업하는 학생들은 모두 미국 홈캠퍼스(SBU와 FIT)에서 졸업하는 학생들과 똑같은 학위를 수여받는다. 졸업장도 미국 홈캠퍼스로부터 동일한 졸업장이 발급된다. 단지 성적표에는 학생들이 수강하고 공부한 장소가 한국캠퍼스란 표시로 홈캠퍼스와 똑같은 성적표에 SUNY Korea가 표기되어 미국 홈캠퍼스로부터 발급되었으나, 최근에는 폐지되어 홈캠퍼스와 구분할 수 없다.
FIT의 경우 2년을 한국에서 수학 후 나머지 2년을 미국 뉴욕이나 이탈리아에서 공부한 뒤 학사 학위를 받을 수 있다.
한국뉴욕주립대학교 학생들은 1년간 미국 본교에서 수학하는 기간 중 각종 이벤트나 프로그램을 참여하는데 있어 어떠한 제약이나 차별을 받지 않는다. 또한 미국 뉴욕캠퍼스에 가기전에 각 학과에서 미리 선수과목들을 이수하도록 하고 있기 때문에 뉴욕캠퍼스에 가서 1년간 수업을 들을 때 필요한 300-400단위의 상위 전공 수업 뿐만 아니라 원하는 교양 과목 수업들을 마음껏 수강할 수 있다. 무엇보다 미국시민권자가 아닌데도 장학금을 받을 수 있는 장점과, SBU와 FIT의 두 캠퍼스를 다 경험해볼 수 있다는 장점은 확실하다.